# 典型的動物
『典型的動物』（てんけいてきどうぶつ Les animaux modèles）FP 111は、フランシス・プーランクが作曲した1幕からなるバレエ音楽。稀に『模範的な動物たち』と表記されることがある。

## 概要
1940年にパリ・オペラ座からの依頼で作曲され、1941年に完成されたバレエ音楽である。プーランクはバレエの題材として、詩人ラ・フォンテーヌの『寓話』の中から使用することを考え、プーランクは6篇の詩を選びだした。
初演は1942年の8月8日にパリ・オペラ座で、ロジェ・デゾルミエールの指揮で行われ大成功を収めた。なお舞台の装置と衣装を担当・用意したのは画家のモーリス・ブリアンションが受け持ち、振付はセルジュ・リファールが担当した。また同年にプーランクがバレエから6曲を選んで組曲として編み直している。ピアノ版もある。

## バレエ
バレエ版は全8曲構成となっており、以下の通りである。演奏時間は約31分。
- 第1曲「夜明け」 (Petit jour)
- 第2曲「クマとふたりの仲間」 (L'ours et les deux compagnons)
- 第3曲「アリとキリギリス」 (La cigale et la fourmi) - 原題通り『セミと蟻』と表記される場合もある。
- 第4曲「恋するライオン（英語版）」 (Le lion amoureux)
- 第5曲「中年男と2人の愛人（英語版）」 (L'homme entre deux âges et ses deux maîtresses)
- 第6曲「死神ときこり（英語版）」 (La mort et le bûcheron)
- 第7曲「2羽の雄鶏」 (Le combat des deux coqs)
- 第8曲「昼の食事」 (Le repas de midi)

## 組曲版
組曲版はバレエ版の第2・3曲を除いた全6曲で構成されており、以下の通りである。演奏時間は約20分。
- 第1曲「夜明け」 (Petit jour)
- 第2曲「恋するライオン」 (Le lion amoureux)
- 第3曲「中年男と2人の愛人」 (L'homme entre deux âges et ses deux maîtresses)
- 第4曲「死ときこり」 (La mort et le bûcheron)
- 第5曲「2羽の雄鶏」 (Le combat des deux coqs)
- 第6曲「昼の食事」 (Le repas de midi)